# Listă de romane românești postdecembriste
- 1992 - O sută de ani de zile la Porțile Orientului de Ioan Groșan
- 1993 - Sonată pentru acordeon Radu Aldulescu
- 1994 - Te pup în fund, Conducător Iubit! de Daniel Bănulescu
- 1996 -Orbitor. Aripa stângă, de Mircea Cărtărescu
- 2001 - Simion liftnicul de Petru Cimpoieșu
- 2004 - Pupa russa de Gheorghe Crăciun
- 2004 - Omulețul roșu de Doina Ruști
- 2005 - Degete mici de Filip Florian
- 2005 - Cruciada copiilor de Florina Iliș
- 2006 - Zogru de Doina Ruști
- 2007 - Sunt o babă comunistă de Dan Lungu
- 2008 - Măcel in Georgia de Dumitru Crudu’'
- 2008 - Fantoma din moară de Doina Ruști
- 2009 - Lizoanca de Doina Ruști
- 2010 - Rădăcina de bucsau de Ovidiu Nimigian
- 2011 Ploile amare de Alexandru Vlad
- 2011- Viața lui Kostas Venetis de Octavian Soviany
- 2012 - Craii și morții de Dan Stanca
- 2012 - Cronicile genocidului de Radu Aldulescu
- 2012 - Șoseaua Cățelu 42 de Alina Nedelea
- 2015 - Manuscrisul Fanariot de Doina Ruști
- 2015 - Solenoid de Mircea Cărtărescu
- 2016 - Nu te opri, nu te întoarce de Traian Dobrinescu
- 2016 - Inocenții de Ioana Pârvulescu
- 2016 - Iubirile de tip pantof. Iubirile de tip umbrelă… de Matei Vișniec
- 2022 - Theodoros de Mircea Cărtărescu
- 2022 - Abraxas de Bogdan Stănescu
- 2024 - Clandestin de Marin Mălaicu-Hondrari
- 2025 - Ferenike de Doina Ruști